# Christian Saint-Denis
Christian Saint-Denis est un acteur québécois.

## Biographie
Ayant étudié à l'école nationale de théâtre du Canada en tant que comédien, il a été quatre fois en Europe et en Russie, et il a fait une maîtrise en théâtre à l'Université du Québec à Montréal (UQAM).

## Télévision: RC-TM-RQ
- 2005 :  Les Bougons réal: Louis Brodeur, premier rôle: avocat, travaillant pour les motards
- 2002 : Tabou premier rôle : ouvrier de la construction
- 1998 : Simonne et Chartrand, réal: Chartrand, policier-chef, en confrontation avec le personnage lors de la grève d'Asbestos
- 1994 : Le Sorcier, 18 jours, réal: Labrecque, premier rôle: Amérindien
- 1993 : Marylin, 2 émissions, réal: R. Gagnon, C.Martineau, 1er rôle: Journaliste.
- 1992 : Scopp II, réal: Georges Mihalka, premier rôle: pilote d'avion
- 1991 : Jamais deux sans toi, réal: Jean-Pierre Cuillerrier, premier rôle: Homme d'affaires
- 1988 : Miléna Nova Tremblay
- 1987 : Chop Suey, 2 émissions, réal: G.Benic, premier rôle: Amant
- 1987 : Une autre histoire, réal:C.Désourcy, premier rôle: immigré grec
- 1986 : Le Temps d'une paix, trois émissions, réal: R.Guay, Y.Trudel, premier rôle: colon
- 1983 : Monsieur le ministre, trois émissions, réal:H. Roberge, R.Boucher, premier rôle: terroriste
- 1983 : La Pépinière, 18 jours, réal: E.Lapointe, premier rôle: professeur de gymn
- 1981 :  Entre quatre murs, 15 émissions, réal:A.Brassard, premier rôle: étudiant
- 1980 : Boogie Woogie, réal: L.Bédard, premier rôle: marin
- 1980 : Jeunes en liberté, réal: C.Colbert, premier rôle: motard
- 1979 : Frédérick, réal: André Brassard, premier rôle: Réalisateur
- 1979 : Tac au tac, réal: L.Chayer, premier rôle: Cinéaste
- 1978 : À cause de mon oncle, réal: M.Martin, premier rôle: voleur
- 1978 : Jamais deux sans toi, réal: G.Houle, premier rôle: professeur d'histoire.

## Théâtre
De 1994 à 2015, donne des ateliers de préparation pour les auditions des écoles de théâtre, dont 5 étudiants acceptés, entre autres Hélène Bourgeois Leclerc, Benoît McGinnis, Catherine Florent et plusieurs autres qui travaillent comme comédiens.
- 2004 : Théâtre Prospero Trans-atlantique de Gombrowicz mise en scène de Théo Spychalski, théâtre de la Veillée, rôle: le Baron.
- 1999 : adaptation de 3 romans de Stefan Zweig sous le titre Journal d'un inconnu thème de maîtrise à l'U.Q.A.M.
- 1994 : Coaching pour étudiant(e)s (écoles), 1993 -Idem + coaching pour autodidactes- Atelier CEAD
- 1992 : Animateur à Espace Libre des ateliers d'exploration--comédien à Espace La Veillée dans les lectures  À voix Hautes 1er rôle Christophe Colomb
- 1991 : Espace Libre La conquête de Mexico, m.en sc.:Jean-Pierre Ronfard 1er rôle: Hernando Cortès
- 1990 : Espace Go  Billy Strauss  de Vaillancourt, m.en sc.:Alice Ronfard 1er rôle: Italien
- de 1989 à 1988 Resto-théâtre : 5 crimes et mystères (fr. et anglais)1er rôle: chef de la mafia
- 1987 : Théâtre des Marguerites : Opération-macho(comédie d'été), m.en sc.:Georges Carrére; 1er rôle: le macho
- 1987 : Théâtre de La Licorne :  Septième partie de Allaire ; m.en sc.:Vincent Bilodeau; 1er rôle: joueur de hockey
- 1986 : T.N.M.  Othello de Shakespeare : m.en sc.: Olivier Reichenbach ;1er rôle: Duc Montano et cascades
- 1985 : T.N.M. La Cuisine de Arnold Wesker : m.en.sc: de Guilermo de Andréa; 1er rôle: (cuisinier fou) JOHNY
- Tournées dans  les écoles : Bouches décousues (De Jasmine Dubé)m.en.sc:Louis-Dominique Lavigne, 1er rôle: Grégoire
- 1983 : E.N.T.C. : Les fourberies de Scapin, (Molière) m.en sc. de Stéphane Lorry; 1er rôle: Scapin
- 1981-1982 Espace Libre : Vie et mort du Roi Boiteux de Jean-Pierre Ronfard, rôle: Robert Houle, amant de la reine.
  - participe aux cellules d'éclairage, décor et mise en scène.
- 1980 : Théâtre d'aujourd'hui : Jeux de Forces de Michel Garneau, 1er rôle: l'aspirant-boxeur
  - Café-Théâtre:  François Villon Poète montage et m.en sc.André Brassard, 1er rôle: Villon-tueur
- 1979 : T.N.M. : Les Aiguilleurs de Brian Phelan, m.en sc.: Jean-Louis Roux, 1er rôle: Édouard-voyou
- 1978 : Cinéma Parallèle : Macbeth de Skakespeare traduction de Michel Garneau, 1er rôle: Guerrier
- 2 shows au Théâtre Expérimental, 1 show au théâtre Fred-Barry, 2 ans à LNI

## Cinéma
- 1992 : court métrage : de C.Yamonico, premier rôle: père de famille
- 1991 : L'automne sauvage : de Gabriel Pelletier, premier rôle:flic violent
- 1989 Knock-out : clip de Louise Portal, premier rôle: Amant
- 1986 Les Bottes :de Michel Poulette, premier rôle: rocker
- 1983 Février 63 : de Valmont Jobin, premier rôle: bûcheron
- 1979  À nous deux de Claude Lelouch, premier rôle: motard
- L'homme à tout faire, de Micheline Lanctôt, premier rôle: syndicaliste
- L'affaire collins de Jean-Claude Labrecque, premier rôle: camionneur

- de 1978 à 1990
  - En moyenne de 3 à 5 radio-théâtre (RC)
  - Une vingtaine de premier rôle dans des films commerciaux
- Expérience d'enseignement au Collège Grasset (2 ans), Collège Stanislas (3 ans)

## Formation
- École nationale de théâtre du Canada 1978
- Maîtrise en théâtre UQAM 1999
- Collège Stanislas (Bac Sciences économiques)